# Capreolus pygargus
Hoẵng Siberia (Capreolus pygargus) là một loài động vật có vú trong họ Hươu nai, bộ Guốc chẵn. Loài này được Pallas mô tả năm 1771.
Loài này được tìm thấy ở Đông Bắc Á. Ngoài Siberia và Mông Cổ, chúng được tìm thấy ở Kazakhstan, núi Tian Shan của Kyrgyzstan, miền đông Tây Tạng, bán đảo Triều Tiên, và đông bắc Trung Quốc (Mãn Châu).

## Hình ảnh

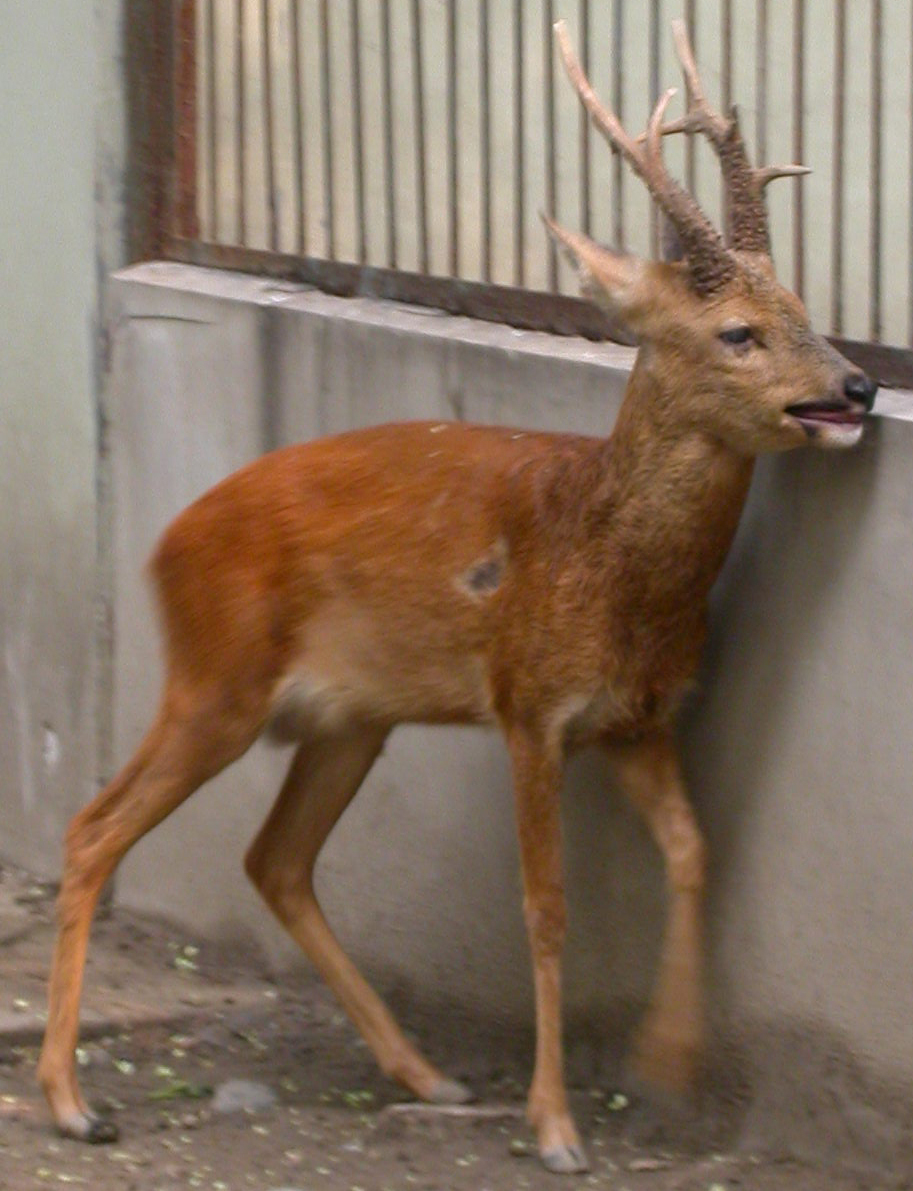
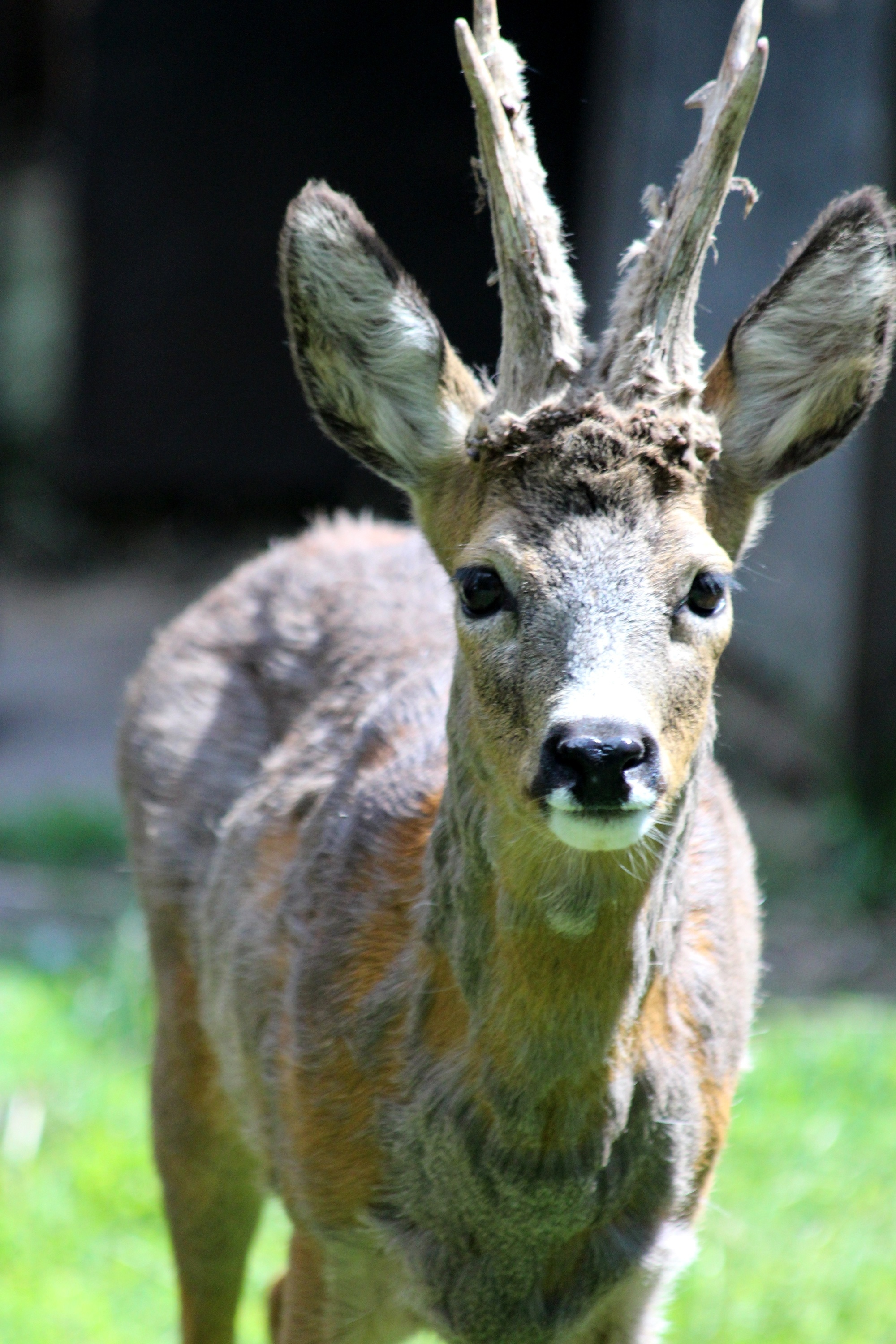